# Берн Горман
Берн Хју Горман (енгл. Burn Hugh Gorman; Лос Анђелес, 1. септембар 1974) је британски глумац. Познат је по улози Овена Харпера у научно-фантастичној серији Торчвуд.